# Barwa różowa

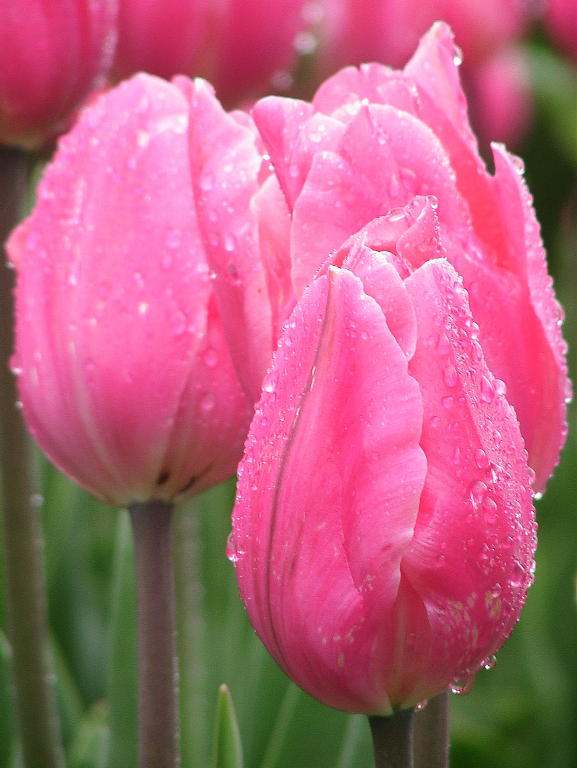
Różowe tulipany

Barwa różowa – barwa pośrednia między białą a czerwoną. W układzie RGB wymaga prawie zawsze przewagi składowej niebieskiej nad zieloną. Zakres kolorów klasyfikowanych jako różowe jest bardzo duży i nawet różne odcienie magenty zalicza się do odcieni różowego, w szczególności jeden z nich nazywany jest szokującym różowym lub gorącym różem.